# ディチェンブレ (会社)
ディチェンブレ（イタリア語: Dicembre S.s）は、フィアット創業家のアニェッリ家のジャンニ・アニェッリとその家族の資産管理を目的に設立された投資持株会社。
アニェッリ家と縁戚のナージ家による共同資産管理会社であるGiovanni Agnelli B.V.（エクソールの筆頭株主）の36.74%を所有する筆頭株主である。
現在はジャンニの長女・マルゲリータの三人の子ども、ジョン・エルカーンと弟のラポ・エルカーン、妹のジネヴラ・エルカーンによって所有されている。

## 歴史
同社は1984年12月15日、ジャンニ・アニェッリと4人の株主によって資本金9998万リラで設立された。ジャンニは全体の大部分を占める9996万リラを出資し、他にはジャンニの妻マレラが1万リラ（10株）、弟でフィアット副社長のウンベルト・アニェッリ、アニェッリ家の長年の財務顧問であるジャンルイジ・ガベッティ、フィアットの会長を務めたチェーザレ・ロミティらがそれぞれ1000リラ（1株）を出資し、非常に小さな株主として加わった。
1989年6月13日、対立が鮮明化していたウンベルトとロミティは同社を去り、ジャンニは二人の株式（2株）をアニェッリ家の法律顧問のフランツォ・グランデ・スティーブンスとその娘・クリスティーに売却する。
1996年4月10日、同社は資本金を1億リラから200億リラへと拡大する初めての増資を行い、既存の株主に加えて、ジャンニの娘・マルゲリータ、マルゲリータの息子・ジョン、アニェッリ家の会計士チェーザレ・フェレーロが新たに加わり、ジャンニを加えた4人で増資分をそれぞれ25%ずつ分けられた（受益権は全てジャンニが持ち続けた。）。
1999年、ジャンニは将来的に全ての権限を孫に移行することを決定する。
2003年、ジャンニが死亡すると、所有株式は妻・マレラ（33.4%）、長女・マルゲリータ（33.3%）、孫・ジョン（33.3%）へと引き継がれ、ジョンの所有権は58%に達した。
2004年、マルゲリータは自身の持分33.3%を母のマレラに1億5000万ドルで売却。その後すぐにマレラは受益権を保持しながら、株式を孫に贈与する。これによりジョンの所有権は60%に到達し、新たに弟のラポとジネヴラが20%を所有することとなった。
2007年、マルゲリータは2003年の父・ジャンニ死去に伴う遺産相続で別荘、不動産、有価証券、美術品などの相続を放棄するにあたって11億6000万ユーロの資産を得ていたが、隠された不動産などの財産があると主張し、契約の取り消しと資産の完全な調査を求めて居住区のスイスにて提訴。本件は2021年7月も係争中にある。

## 株主
- 60% - ジョン・エルカーン（ジャンニ・アニェッリの長女マルゲリータの長男）
- 20% - ラポ・エルカーン（同次男）
- 20% - ジネヴラ・エルカーン（同長女）
- 1株 - フランツォ・グランデ・スティーブンス
- 1株 - クリスティ・スティーブンス
- 1株 - チェーザレ・フェレーロ

## 所有株式
- 36.74% - Giovanni Agnelli B.V.